# Ворсо (Кентуккі)
Ворсо (англ. Warsaw) — місто (англ. city) в США, в окрузі Ґаллатін штату Кентуккі. Населення — 1761 особа (2020).

## Географія
Ворсо розташоване за координатами 38°46′48″ пн. ш. 84°54′13″ зх. д. / 38.78000° пн. ш. 84.90361° зх. д. (38.780114, -84.903681).  За даними Бюро перепису населення США в 2010 році місто мало площу 1,80 км², з яких 1,68 км² — суходіл та 0,12 км² — водойми. В 2017 році площа становила 2,63 км², з яких 2,46 км² — суходіл та 0,16 км² — водойми.

## Демографія
Згідно з переписом 2010 року, у місті мешкало 1615 осіб у 648 домогосподарствах у складі 381 родини. Густота населення становила 899 осіб/км².  Було 770 помешкань (428/км²).
Расовий склад населення:
| - 85,9 % — білих - 4,3 % — чорних або афроамериканців - 0,7 % — азіатів - 0,1 % — корінних американців - 5,7 % — осіб інших рас |

До двох чи більше рас належало 3,3 %. Частка іспаномовних становила 12,4 % від усіх жителів.
За віковим діапазоном населення розподілялося таким чином: 24,9 % — особи молодші 18 років, 57,7 % — особи у віці 18—64 років, 17,4 % — особи у віці 65 років та старші. Медіана віку мешканця становила 37,7 року. На 100 осіб жіночої статі у місті припадало 93,9 чоловіків;  на 100 жінок у віці від 18 років та старших — 86,0 чоловіків також старших 18 років.
Середній дохід на одне домашнє господарство  становив 49 016 доларів США (медіана — 35 265), а середній дохід на одну сім'ю — 58 784 долари (медіана — 38 542). Медіана доходів становила 51 250 доларів для чоловіків та 31 150 доларів для жінок. За межею бідності перебувало 23,4 % осіб, у тому числі 32,6 % дітей у віці до 18 років та 10,8 % осіб у віці 65 років та старших.
Цивільне працевлаштоване населення становило 795 осіб. Основні галузі зайнятості: виробництво — 25,9 %, освіта, охорона здоров'я та соціальна допомога — 19,0 %, мистецтво, розваги та відпочинок — 11,6 %, транспорт — 8,6 %.